# Тульская (станция метро)
«Ту́льская» — станция Серпуховско-Тимирязевской линии Московского метрополитена. Расположена между станциями «Серпуховская» и «Нагатинская».

## История и происхождение названия
Станция открыта 8 ноября 1983 года в составе первого участка Серпуховской линии «Серпуховская» — «Южная», после ввода в эксплуатацию которого в Московском метрополитене стало 123 станции. В проекте станция носила название «Даниловская», которое восходит к исторической местности Даниловская слобода. При открытии получила название по Большой Тульской улице, возле которой расположены оба вестибюля.
В 1991 году станцию предлагали переименовать в «Данилов монастырь».
В декабре 2023 года, в рамках проведения международной выставки-форума «Россия», в вестибюле № 2 была установлена инсталляция «Портал в Тулу»[значимость факта?].

## Конструкция
Односводчатая мелкого заложения (глубина — 9,5 метра). Сооружена из монолитного железобетона по типовому проекту.
Имеет два подземных вестибюля, которые расположены между Большой Тульской улицей и Холодильным переулком. Вблизи станции — площадь Серпуховская Застава, Подольское шоссе, Люсиновская улица, Даниловский и Серпуховский вал.
Оформления станции было запланировано на тему города-героя Тулы. В торцах станционного зала должны были быть смонтированы тематические панно, посвящённые подвигу героического города в годы Великой Отечественной войны. Однако это не было осуществлено.
При движении на север это последняя станция мелкого заложения с южной стороны линии[значимость факта?].

## Станция в цифрах
- Пассажиропоток за сутки (1999 год): 45 480 человек.
- Пассажиропоток по вестибюлям (2002 год): на вход — 40 600 человек, на выход — 39 400 человек.
- Таблица времени прохождения первого поезда через станцию[4]:

| По чётным числам                 | Будние дни | Выходные дни |
| По нечётным числам               | Будние дни | Выходные дни |
| В сторону станции «Серпуховская» | 05:43      | 05:43        |
| В сторону станции «Серпуховская» | 05:43      | 05:43        |
| В сторону станции «Нагатинская»  | 05:56      | 05:59        |
| В сторону станции «Нагатинская»  | 05:56      | 05:59        |

## Происшествия
- Вечером 11 июня 1996 года в туннеле между станциями «Тульская» и «Нагатинская» произошёл взрыв самодельного взрывного устройства мощностью 500—800 грамм тротила, находившегося в четвёртом вагоне под сиденьем. Погибли 4 человека и ещё 16 пострадали[5][6].

## Наземный общественный транспорт
На этой станции можно пересесть на следующие маршруты городского пассажирского транспорта:
- Автобусы: м9, м86, м90, м95, е85, 121, с799, с910, с932, 965, н8, н16
- Трамваи: 3, 38, 39, 47

## Галерея

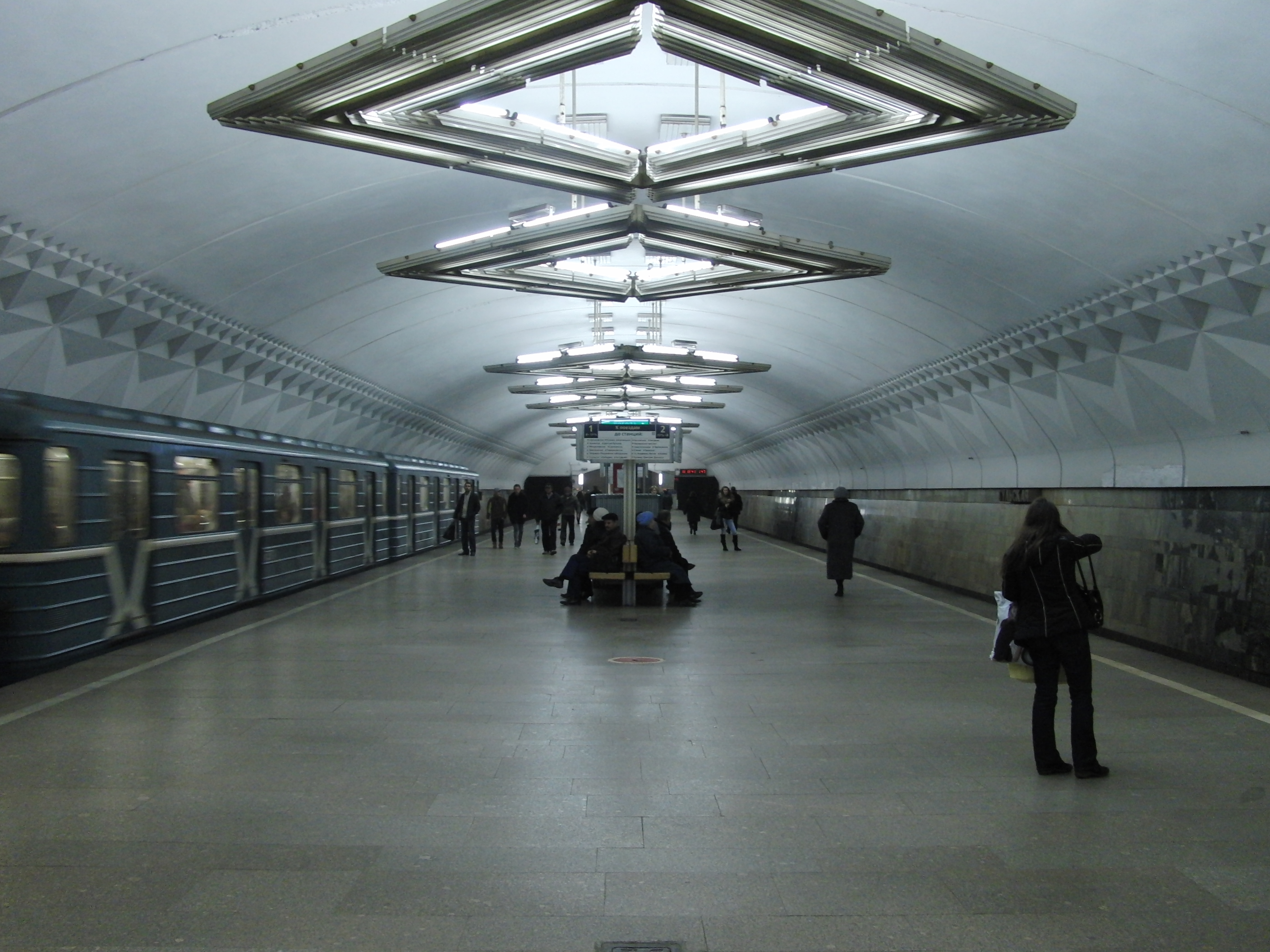
Зал станции
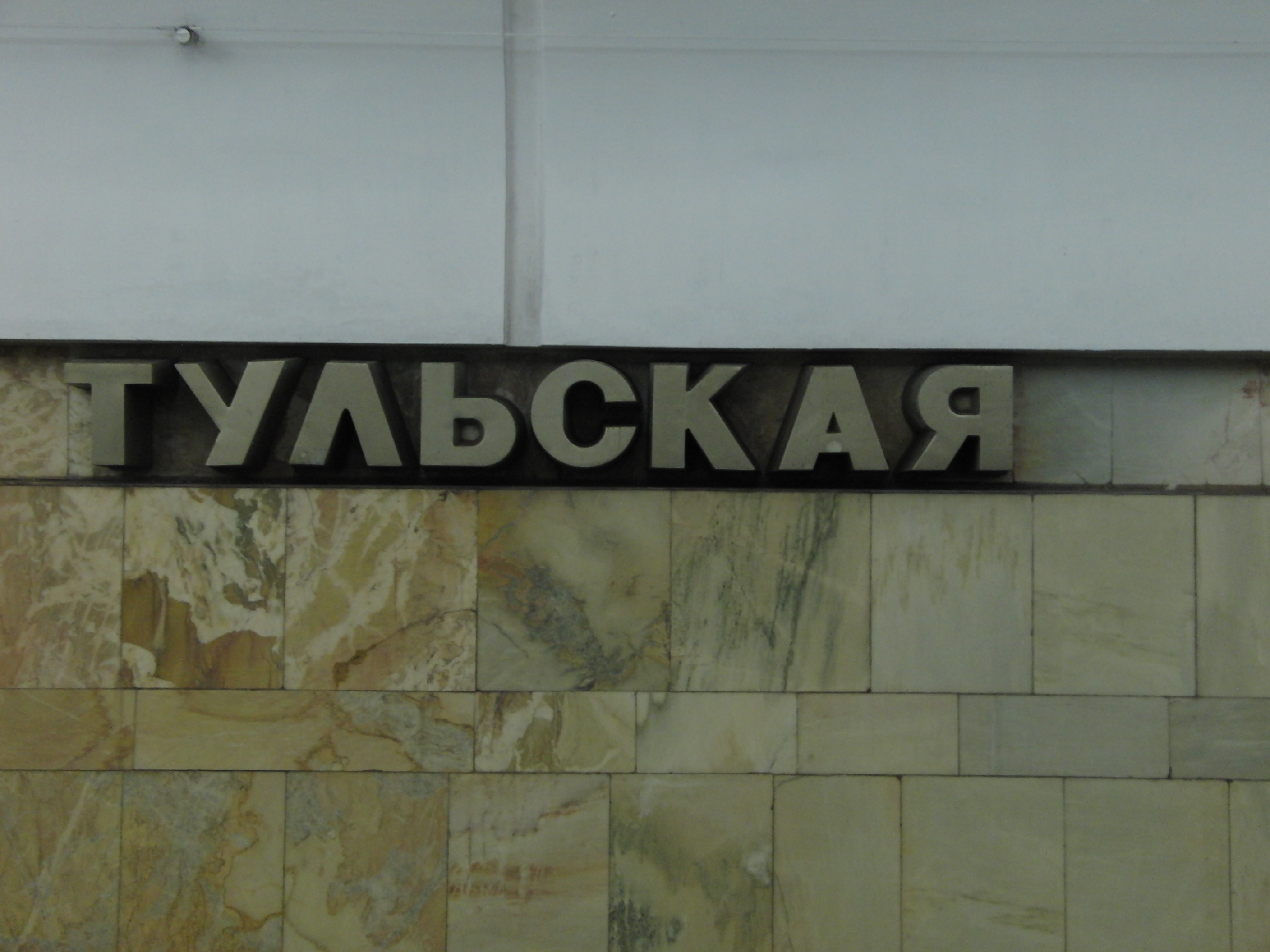
Название станции на путевой стене
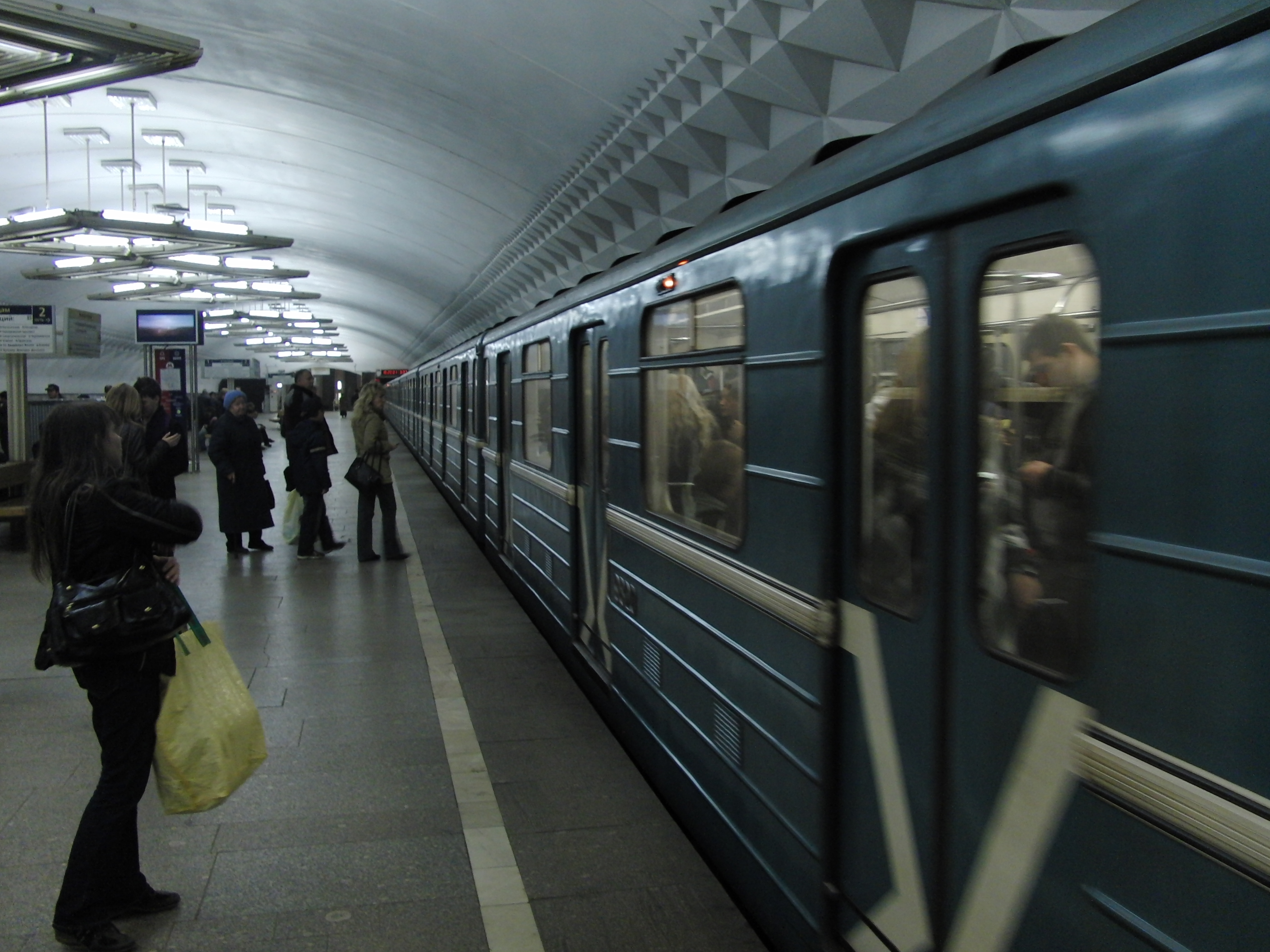
Посадочная платформа
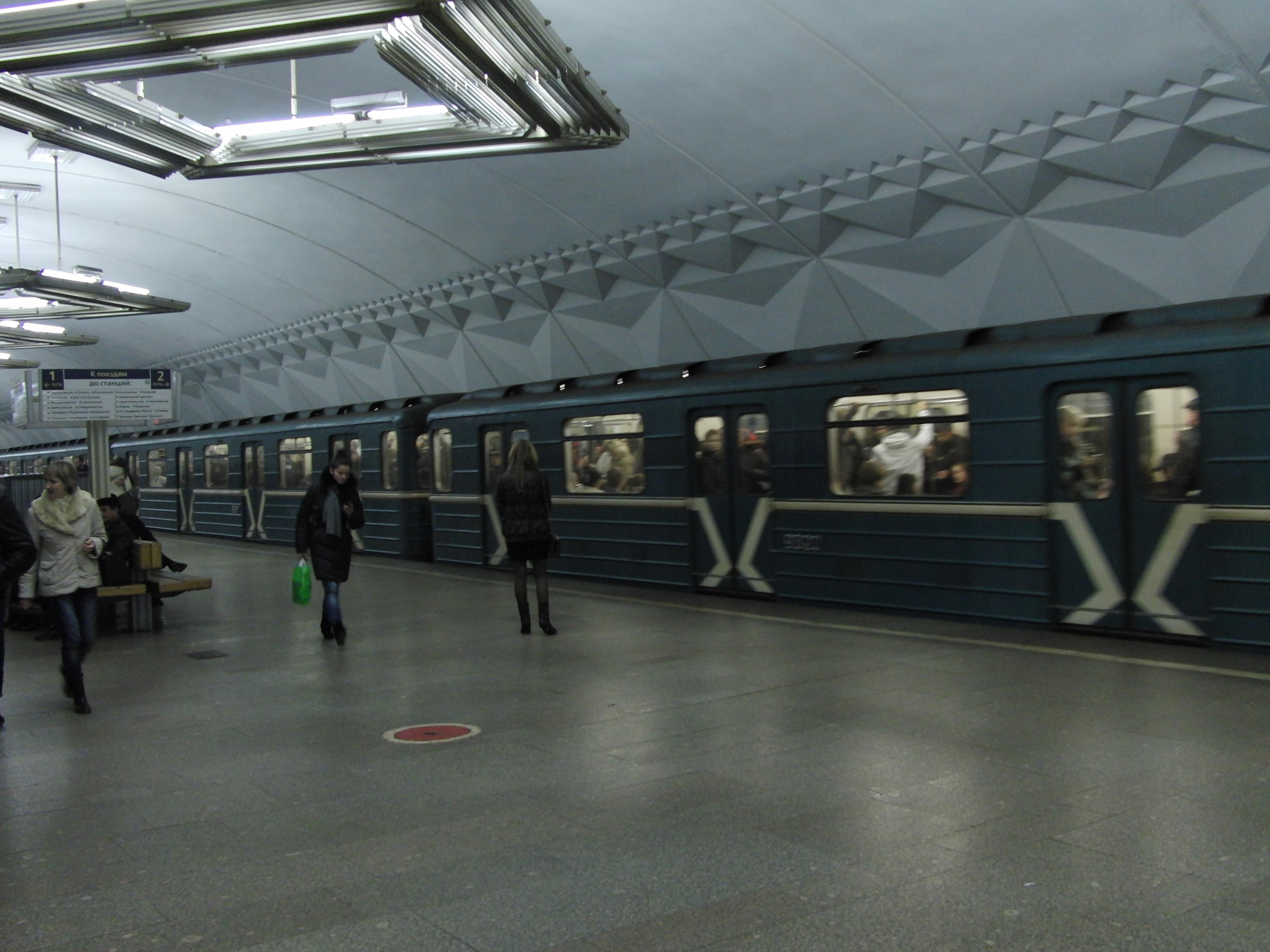
Поезд на станции
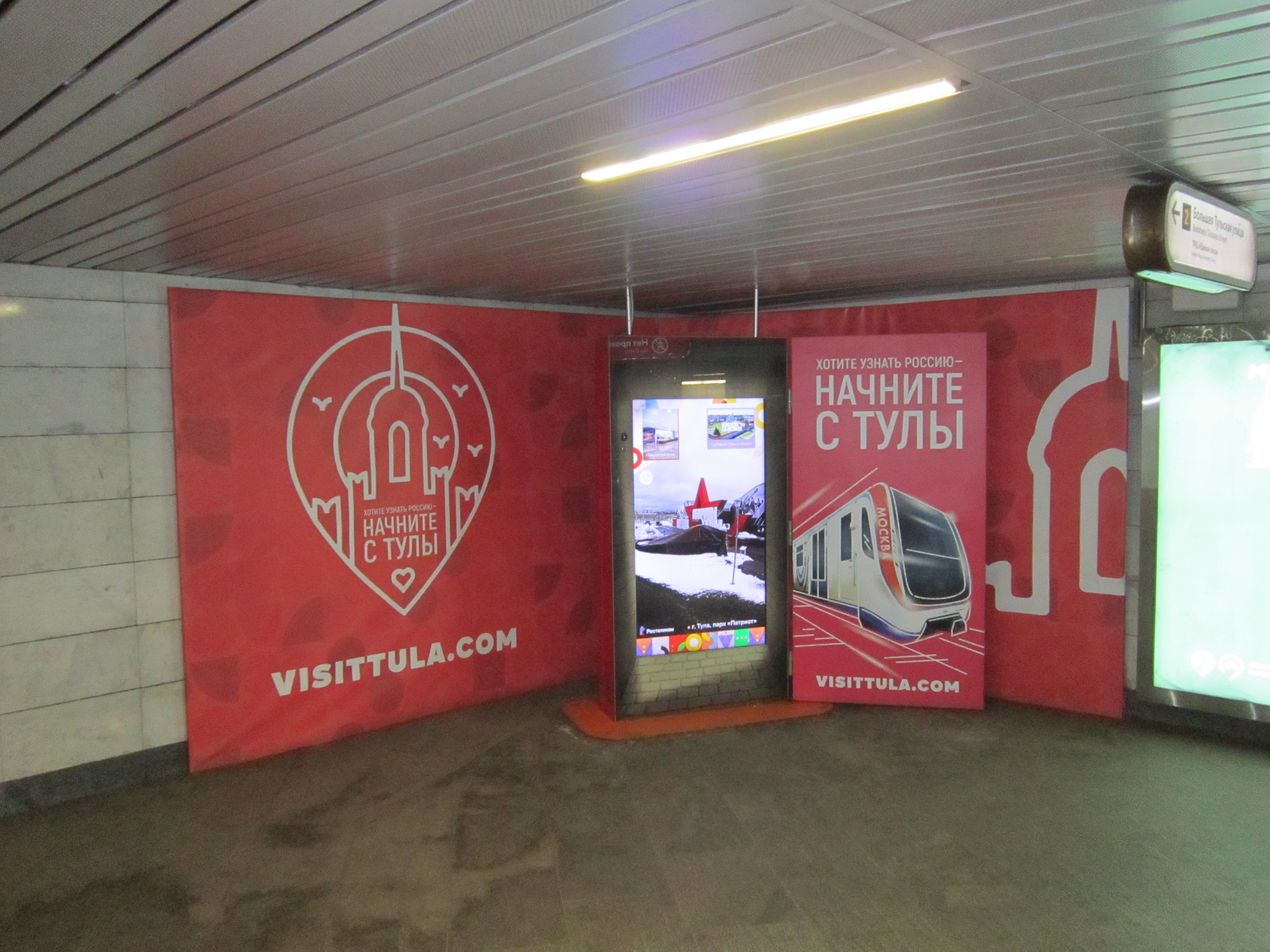
Инсталляция «Портал в Тулу», установлена в рамках проведения международной выставки-форума «Россия»
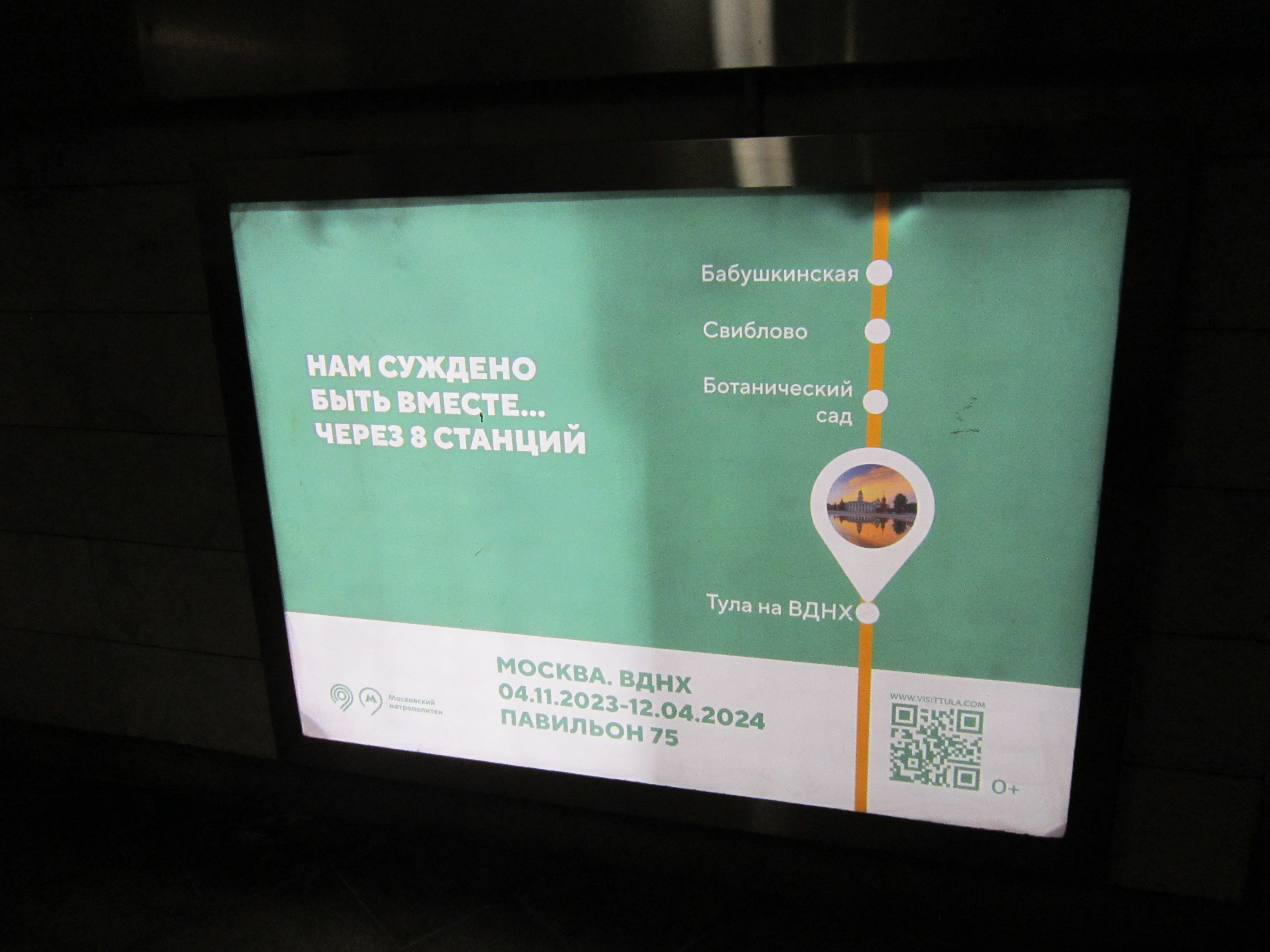
Реклама международной выставки-форума «Россия»

## Перспективы
Существует план объединения Рублёво-Архангельской и Бирюлёвской линий. Станция «Тульская» может стать пересадочной на перспективную станцию Рублёво-Бирюлёвской линии.